# Lac des Quinze
Le lac des Quinze est un plan d'eau douce s'étendant dans les municipalités de Moffet, de Laverlochère-Angliers, de Latulipe-et-Gaboury, de Guérin et de Rémigny, dans la municipalité régionale de comté (MRC) de Témiscamingue, dans la région administrative de Abitibi-Témiscamingue, au Québec, au Canada.

## Géographie
Couvrant 145 km2 et formant un grand croissant ouvert vers le nord, le lac des Quinze est constitué par un élargissement majeur de la rivière des Outaouais. D'une longueur de 52 km et d'une largeur maximale de 11 km, le Lac des Quinze s'approvisionne du côté Est par la rivière des Outaouais laquelle traverse le lac Simard et le lac Grassy.
En sus, le lac Des-Quinze est alimenté par :
- côté Sud : la rivière Fraser qui se jette dans la baie Gillies, une des nombreuses baies créées par la configuration particulière du plan d'eau ;
- côté Est : rivière McFadden (venant du sud) qui draine les eaux du lac Rondelet et du ruisseau de la Béquille ;
- côté Nord : la décharge des lacs Lébret, Rocher, Martin, Petit lac Perreault, lac Beaumesnil, Klock et des Guêpes ; les eaux de la Petite rivière Roger laquelle draine les lacs Beaudry, Gérin-Lajoie, Gaboury et le Langelier ; décharge d'une série de lacs situés au nord du village de Rémigny.

Après avoir traversé le lac des Quinze, le courant de la rivière des Outaouais quitte la Baie Perron pour couler sur 24 km à la limite des municipalités de Guérin et de Saint-Eugène-de-Guigues vers l'ouest en traversant une série de rapides : des Cyprès, Kakake, des îles et des Quinze. À la fin de ce segment de la rivière, le courant traverse la Première Chute près du village de Notre-Dame-du-Nord. Puis les eaux se déversent à l'ouest, dans la baie Paulson au nord du lac Témiscamingue.
Les municipalités administrant le territoire du lac des Quinze sont : Guérin (partie du nord) et Laverlochère-Angliers (partie du sud-ouest) et Latulipe-et-Gaboury. La forme du lac entoure par le sud-ouest la réserve de biodiversité Kakinwawigak, située dans le territoire de Laverlochère-Angliers. Cette réserve s'arrête à l'Est à la Petite rivière Roger et au Nord, au lac des Guêpes. 

## Toponymie
Un rapport d'arpentage de mars 1868 de Lindsay Russell signale le lac des Quinze. L'origine de l'appellation du lac et de la rivière des Quinze est expliquée dans un autre rapport d'arpentage datée de mai 1873, de Walter McOuat qui écrit avoir « remonté l'Outaouais jusqu'au lac des Quinze, distance d'environ quinze milles (24 km), ... Cette partie de l'Outaouais est désignée dans la localité sous le nom de « Les Quinze », qui lui vient de ce que, pour la remonter en canot, il faut faire environ quinze portages » (correspondant à autant de cascades ou de chutes).
Vers le milieu du XIXe siècle, l'exploitation forestière du secteur du lac des Quinze débuta à l'initiative de compagnies forestière. Entre 1884 et 1910, plusieurs colons s'installent progressivement sur la rive sud du lac des Quinze. En 1883, John Morrison, un ancien employé de la Compagnie de la Baie d'Hudson, construit à la baie Gillies un poste de traite afin transiger des fourrures avec les Amérindiens contre d'autres produits.
Vers 1912, un barrage hydroélectrique est construit sur la rivière des Outaouais, à la décharge du lac des Quinze. En 1947, ce barrage des Quinze sera ensuite haussé et trois autres barrages, dotés de centrales, apparaîtront en aval.
Le toponyme lac des Quinze a été officialisé le 5 décembre 1968 à la Banque des noms de lieux de la Commission de toponymie du Québec.